# Diamond (Spandau Ballet)
Diamond è il secondo album in studio del gruppo inglese Spandau Ballet, pubblicato nel 1982 dalla Chrysalis Records.

## Tracce
1. Chant No. 1 (I Don't Need This Pressure On) – 4:07
2. Instinction – 4:47
3. Paint Me Down – 3:45
4. Coffee Club – 5:32
5. She Loved Like Diamond – 2:56
6. Pharaoh – 6:37
7. Innocence and Science – 4:27
8. Missionary – 7:00

Durata totale: 39:11

## Formazione
- Tony Hadley - voce
- Gary Kemp - chitarra, cori
- Steve Norman - sassofono, percussioni
- Martin Kemp - basso
- John Keeble - batteria

## Classifiche

### Classifiche settimanali
| Classifica (1982) | Posizione massima |
| ----------------- | ----------------- |
| Australia         | 39                |
| Canada            | 40                |
| Nuova Zelanda     | 9                 |
| Regno Unito       | 15                |
| Svezia            | 22                |

### Classifiche di fine anno
| Classifica (1982) | Posizione |
| ----------------- | --------- |
| Regno Unito       | 76        |